# District de Nagykőrös
Le district de Nagykőrös (en hongrois : Nagykőrösi járás) est un des 18 districts du comitat de Pest en Hongrie. Créé en 2013, il compte 27 824 habitants et rassemble 3 localités : 2 communes et une seule ville, Nagykőrös, son chef-lieu.

## Localités
- Kocsér
- Nagykőrös
- Nyársapát